# Salvi Jiménez
Rafael Salvador "Salvi" Jiménez Mañueco (Valladolid, 15 de febrero de 1996) es un boxeador español. Es campeón de la Unión Europea de Boxeo en el peso superpluma.
Salvi Jiménez nació en el barrio vallisoletano de Pajarillos.
En 2022 se proclamó campeón de España en su categoría. En 2023 compitió en el polideportivo Huerta del Rey con el rumano afincado en Madrid Álex Rat por el título europeo en la categoría superpluma, a quien ganó por puntos tras 12 asaltos.
Salvi Jiménez (12-0-4ko), peleará por el Campeonato de Europa el próximo 25 de noviembre contra el actual campeón Juan Félix Gómez (13-0-2ko) en el polideportivo huerta del rey. El boxeador cuenta en una entrevista en exclusiva a su nuevo patrocinador oficial, como ha pasado de defender el título EBU Silver, a ser aspirante para el Campeonato de Europa